# 桂芳山 (江原特別自治道)
桂芳山（韓語：계방산）是一座位于韓國江原特別自治道洪川郡与平昌郡之间的山峰，主峰標高海拔1577公尺，属于太白山脉。山上盛产有东北红豆杉。